# Schiffsingenieur

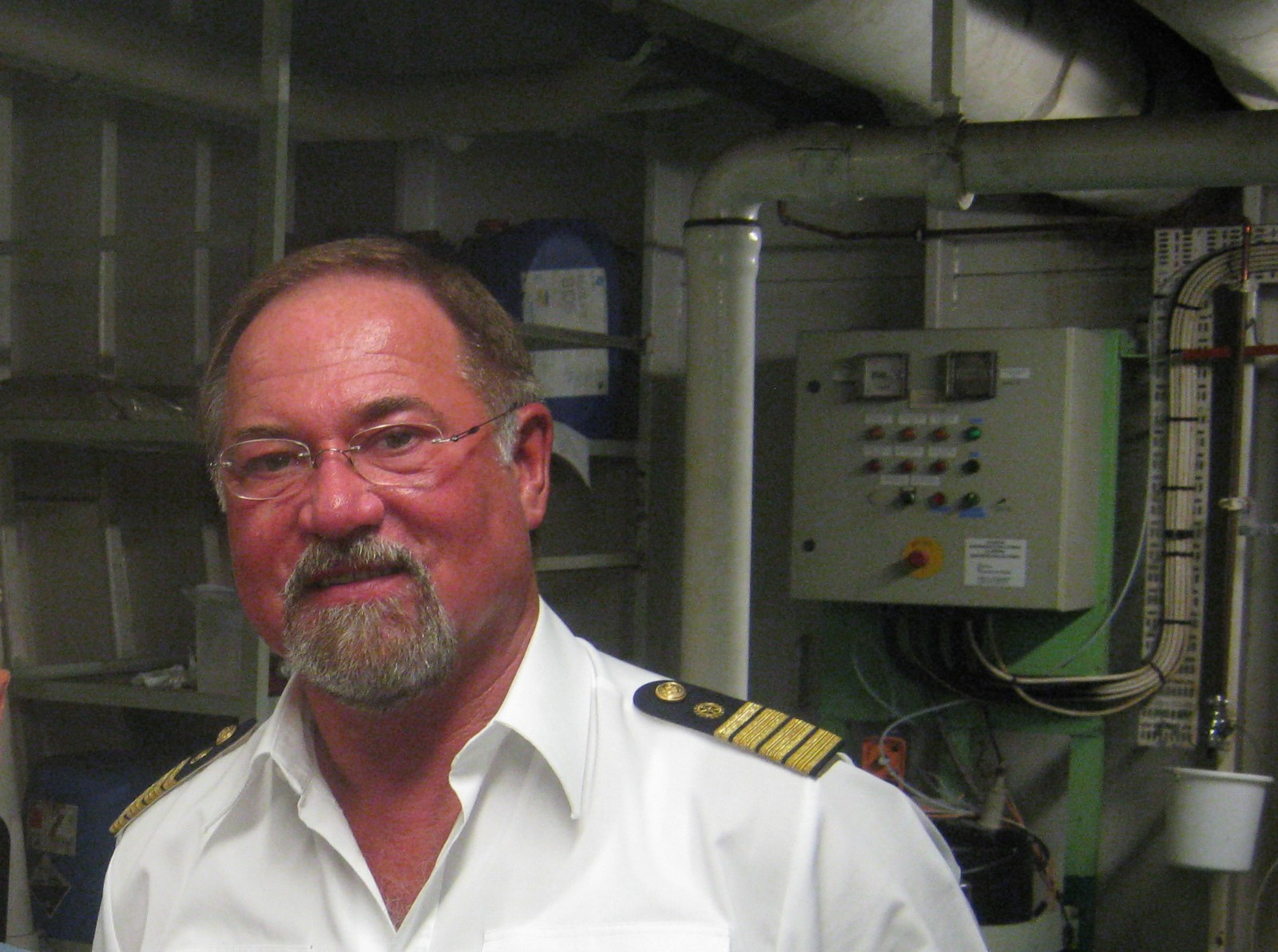
Leitender Schiffsingenieur (Symbolbild)

Als Schiffsingenieure werden die technischen Offiziere in der  Schifffahrt bezeichnet, die mit der Leitung und Überwachung der Maschinenanlagen eines Schiffes betraut sind.

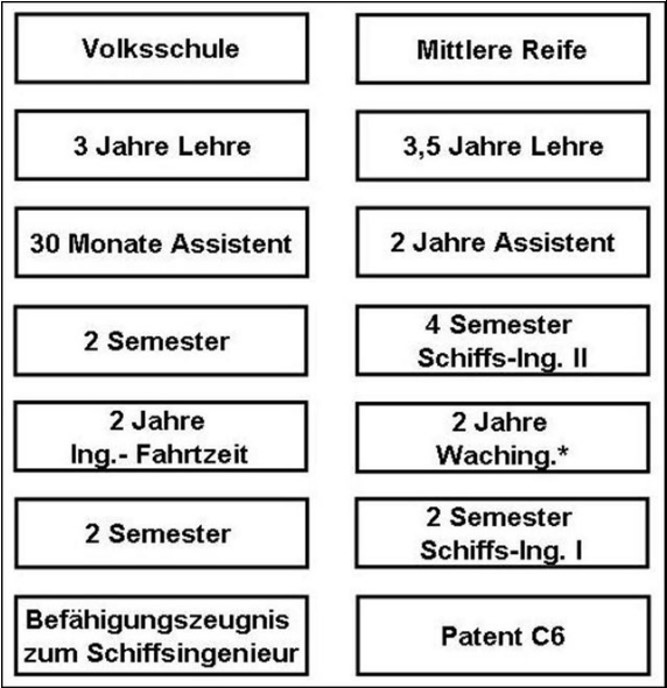
Deutschland, Ausbildung der Schiffsingenieure ab 1924

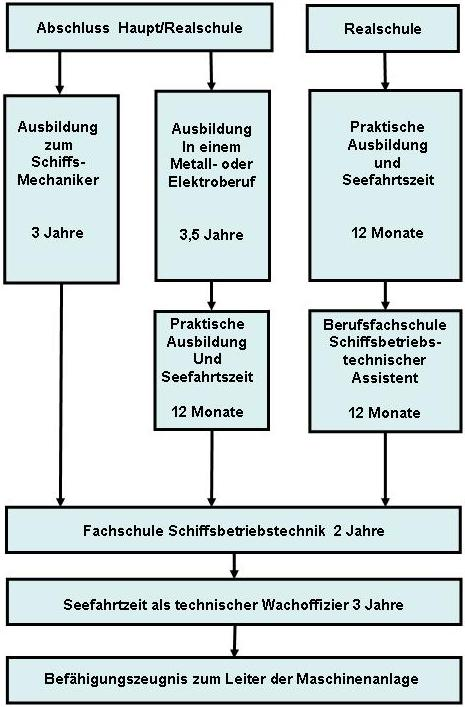
Ausbildung an einer Fachschule zum Leiter der Maschinenanlage (2012)

## Ausbildung von Schiffsingenieuren
1909 wurden erstmals Befähigungszeugnisse für Schiffsingenieure ausgestellt, der Besuch einer Schiffsingenieurschule mit einem viersemestrigen Unterricht und die bestandene Prüfung waren die Voraussetzungen. Nach zwei Semestern konnte die Prüfung für das Befähigungszeugnisses zum Seemaschinisten II abgelegt werden und nach zwei weiteren Semestern die Prüfung zum Schiffsingenieur.
Nach dem Ersten Weltkrieg erfolgte eine Neuorganisation der Ausbildung, um den Schwerpunkt der Lehre von der Konstruktion zu den betrieblichen Aspekten des Schiffsbetriebes zu verlagern. Daraus entwickelte sich die Ausbildung weg vom Konstruktionsingenieur hin zum Schiffsbetriebsingenieur, die sich ab 1925 und 1934 auch in den Lehrplänen zur Ausbildung und in den Prüfungen der Schiffsingenieuren abzeichneten. Anstatt vier wurden fünf Semester Unterricht verlangt. Ab 1964 wurden Schiffsingenieure der Fachrichtung Schiffsbetriebstechnik zum Ingenieur (Ing. grad) graduiert. Ab 1965 waren insgesamt sechs Semester Unterricht notwendig und die Mittlere Reife war Voraussetzung für die Ausbildung zum Schiffsingenieur (Abb. 2).
Zum Erfahrungsaustausch aber auch zur gegenseitigen Unterstützung wurden Schiffsingenieurvereine gegründet.

## Internationale Schiffsbesatzungsverordnung STCW
Die Qualifizierung entspricht der internationalen Schiffsbesatzungsverordnung STCW. Die Ansprüche für den Erwerb der Befähigungszeugnisse, auch Patente genannt, regeln sich nach der im Schiff installierten Maschinenleistung, dem voraussichtlichen Fahrtgebiet und der angestrebten Stellung an Bord. Im technischen Zweig wird zwischen zwei Patentstufen unterschieden: zum einen dem „Befähigungszeugnis für den technischen Dienst auf Schiffen mit allen Antriebsleistungen“ und zum anderen dem „Befähigungszeugnis für Schiffsmaschinisten“.
Grundvoraussetzung für die Zulassung zu allen Patenten ist ein abgeschlossener Schulabschluss und der Nachweis von zwölf Monaten Seefahrtszeit. Diese können zum Beispiel durch eine Schiffsmechaniker-Lehre nachgewiesen werden. Für die Ausbildung zum Technischen Wachoffizier an einer Fachhochschule ist außerdem die Fachhochschulreife Voraussetzung.
Es ist möglich, die Ausbildung als Technischer Offizier und Nautischer Offizier zu verbinden. Das in beiden Bereichen gleichermaßen qualifizierte Besatzungsmitglied kann dann als Schiffsbetriebsoffizier im Gesamtschiffsbetrieb eingesetzt werden.
Die Bemannung eines Schiffes mit der erforderlichen Anzahl der nach STWC qualifizierten Schiffsingenieure an Bord wird durch die Schiffsbesetzungsverordnung (SchBesV) geregelt.